# Drosophila alafumosa
Drosophila alafumosa este o specie de muște din genul Drosophila, familia Drosophilidae, descrisă de Patterson și Mainland în anul 1943. Conform Catalogue of Life specia Drosophila alafumosa nu are subspecii cunoscute.